# Lei Federal do Brasil 10639 de 2003

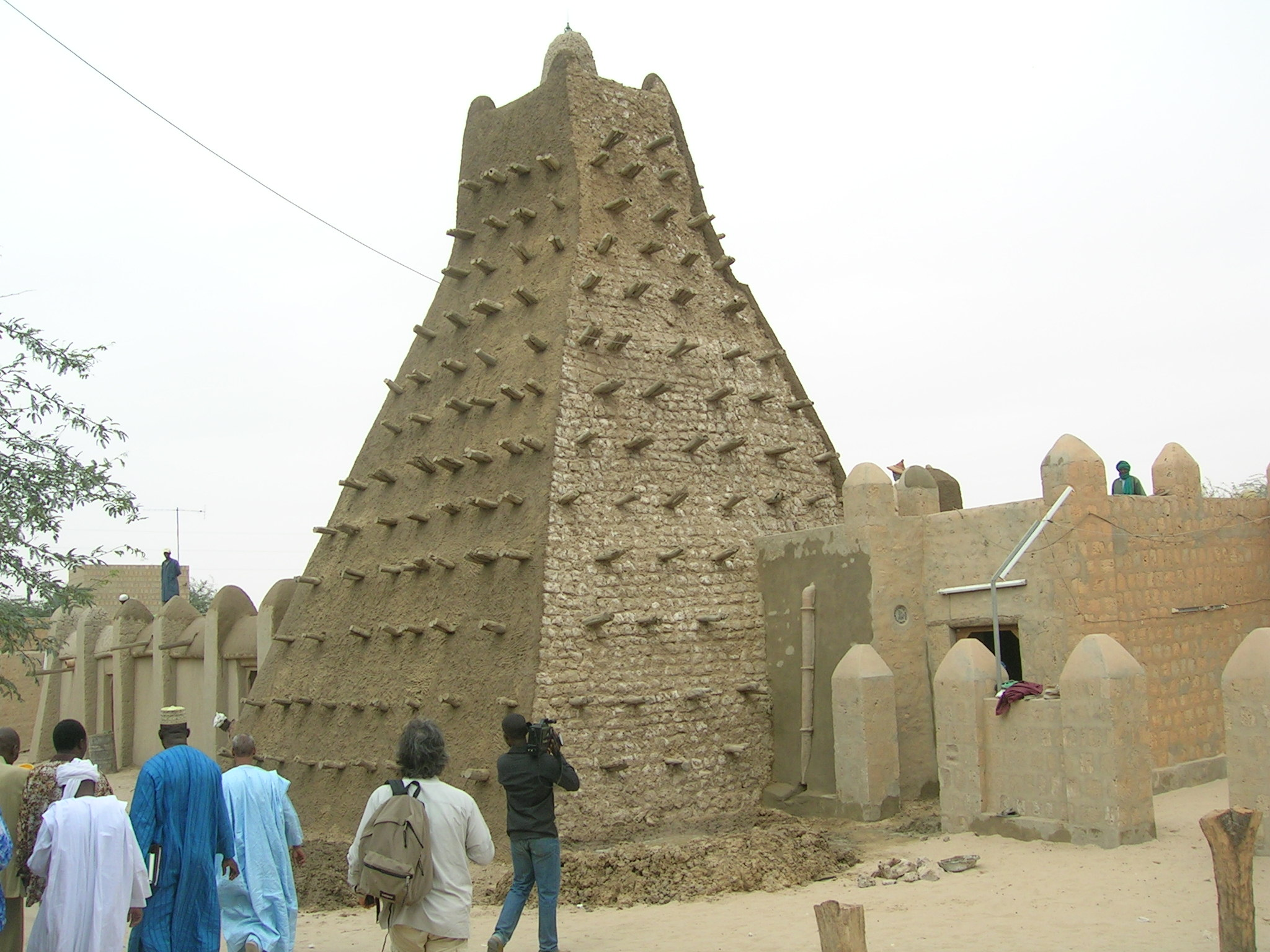
Tombuctu, no Mali: a lei 10 639 estimula o aprendizado, por exemplo, da história da África pelos estudantes brasileiros

A lei 10.639 é uma lei do Brasil que estabelece a obrigatoriedade do ensino de "história e cultura afro-brasileira" dentro das disciplinas que já fazem parte das grades curriculares dos ensinos fundamental e médio. Também estabelece o dia 20 de novembro como o Dia da Consciência Negra no calendário escolar. Foi promulgada em 9 de janeiro de 2003 pelo presidente da época, Luiz Inácio Lula da Silva.
Em 10 de março de 2008, a lei 11.645 veio a ampliar a ação da lei 10.639, ao incluir, dentro da temática obrigatória, a temática "história e cultura indígena".

## Criação de Materiais
Um dos problemas enfrentados por educadores foi a falta de materiais que ensinassem sobre história e cultura africanas e indígenas. Vários projetos surgiram entre si com o propósito de cobrir essa lacuna. Um deles é o Projeto A Cor da Cultura, que inclui livros animados, entrevistas, artigos, notícias e documentários, material importante que ressalta a diversidade cultural da sociedade brasileira.
Outro importante material sobre a história da África, o qual os professores poderão utilizar como suporte teórico para a compreensão da diversidade étnica que constitui o continente africano, é a coleção História Geral da África, que tem aproximadamente dez mil páginas, distribuídas em oito volumes. Criada e reeditada por iniciativa da Organização das Nações Unidas para Educação, Ciência e Cultura (UNESCO), a coleção aborda desde a pré-história do continente africano até os anos 1980, e está disponível para download gratuito no site Domínio Público.

## Dificuldades de implementação

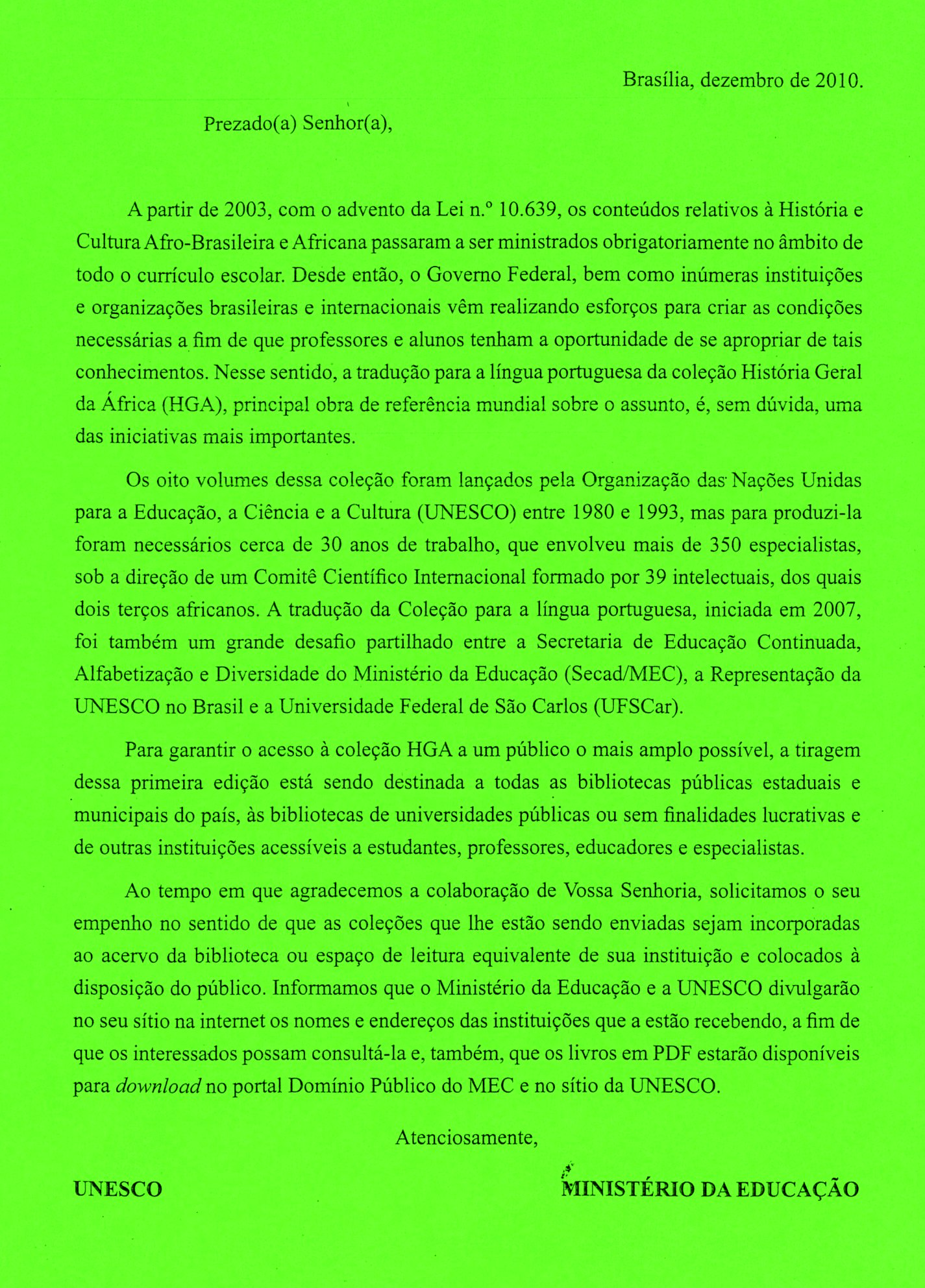
Carta do MEC citando a motivação da lei 10 639 para a distribuição da coleção História Geral da África na qual apresenta a coleção para as bibliotecas que a receberam.

Pesquisas constataram que ambas as leis têm tido dificuldades em ser implementadas nas escolas, por vários motivos:
- Falta de material didático adequado, já que os livros já adotados privilegiam uma visão eurocêntrica.[3] Para que a Lei fosse cumprida, a Gerência de Relações Étnico-Raciais, equipe que tem como objetivo promover a formação e o desenvolvimento de projetos nas escolas e creches da rede municipal de Belo Horizonte-MG, selecionou materiais literários para compor os kits de literatura afro-brasileira a serem distribuídos para as escolas da rede municipal. Os livros do kit literário vêm suprir esta falta de materialidade e, segundo a pesquisadora Shirley Aparecida de Miranda, a representação positiva é “resultante de um processo histórico de ação afirmativa [que] desloca ideais e provoca dispersões que tendem a desarticular o registro da branquitude normativa”.[4] Compreende-se por branquitude normativa a identidade "branca" posta como padrão humano e norma, colocando os demais grupos como exceção, como subalternos.
- Falta de preparo dos professores, já que a formação dos professores também segue uma linha eurocêntrica. Segundo Ana Célia Silva, é responsabilidade dos professores a ação de abarcar a diversidade cultural através da prática pedagógica e romper com o senso comum da desigualdade das diferenças culturais. Assim, a pesquisadora afirma que: "cabe uma formação específica para o professor de Ensino Fundamental, com o objetivo de fundamentá-lo para uma prática pedagógica, com condições necessárias para identificar e corrigir os estereótipos e invisibilidade constatados nos materiais pedagógicos, especificamente nos textos e ilustrações dos livros didáticos."[5] Portanto, cabe a compreensão de que a formação docente exige o rompimento com currículos que seguem uma linha eurocêntrica e que não oferecem subsídios para a reflexão prática.
- Preconceito dos próprios professores e de pais em relação às temáticas em questão.[6][7] Em reportagem para a Carta Capital, a jornalista Ana Luiza Basilio relatou vários casos de professores denunciados por ensinar os alunos sobre religiões de matriz africana, que pais denunciaram como doutrinação.[8]

## Objetivo
Um dos objetivo de ambas as leis é combater o racismo no país, ao acentuar a participação de negros e indígenas na construção da identidade nacional. Outro é de descolonizar o ensino de história, marcado por uma perspectiva eurocêntrica, e adicionar perspectivas diferentes que reflitam a diversidade do povo brasileiro.  Para a pesquisadora Dra. Flávia Rocha:
“A Lei 10.639 veio romper com a "história única", recontar fatos, ressignificar conteúdos, termos e conceitos além de inserir na história do Brasil, de forma positiva, a história de quem predominou na construção do país que temos hoje: a população negra”.

O objetivo da Lei 10.639/2003 é combater veemente o racismo no Brasil, e promover a inclusão e a participação das raças negras e indígenas na construção da identidade nacional. A Lei busca romper com as ideias eurocêntricas no Brasil e trazer o ensino de diferentes pontos de vista que refletem a diversidade e cultura do povo brasileiro. A Lei contribui para uma visão mais plural e inclusiva da história brasileira, promovendo um ensino mais justo, equânime e representativo. A Lei nº 10.639, foi sancionada no ano de 2003, sendo um marco importante na educação brasileira, pois torna obrigatório o ensino sobre História e Cultura Afro-Brasileira nas escolas de ensino fundamental e médio. Ela alterou a Lei de Diretrizes e Bases da Educação Nacional (LDB – Lei nº9.394/96) e estabeleceu a obrigatoriedade, do estudo da História e Cultura Afro-Brasileira

## Texto da Lei
O PRESIDENTE DA REPÚBLICA Faço saber que o Congresso Nacional decreta e eu sanciono a seguinte Lei:

        Art. 1o A Lei no 9.394, de 20 de dezembro de 1996, passa a vigorar acrescida dos seguintes arts. 26-A, 79-A e 79-B:
"Art. 26-A. Nos estabelecimentos de ensino fundamental e médio, oficiais e particulares, torna-se obrigatório o ensino sobre História e Cultura Afro-Brasileira.
§ 1o O conteúdo programático a que se refere o caput deste artigo incluirá o estudo da História da África e dos Africanos, a luta dos negros no Brasil, a cultura negra brasileira e o negro na formação da sociedade nacional, resgatando a contribuição do povo negro nas áreas social, econômica e política pertinentes à História do Brasil.
§ 2o Os conteúdos referentes à História e Cultura Afro-Brasileira serão ministrados no âmbito de todo o currículo escolar, em especial nas áreas de Educação Artística e de Literatura e História Brasileiras.
§ 3o (VETADO)"
"Art. 79-A. (VETADO)"
"Art. 79-B. O calendário escolar incluirá o dia 20 de novembro como ‘Dia Nacional da Consciência Negra’."
      Art. 2o Esta Lei entra em vigor na data de sua publicação.
       Brasília, 9 de janeiro de 2003; 182o da Independência e 115o da República.
LUIZ INÁCIO LULA DA SILVA

Cristovam Ricardo Cavalcanti Buarque